# Porodnické násilí

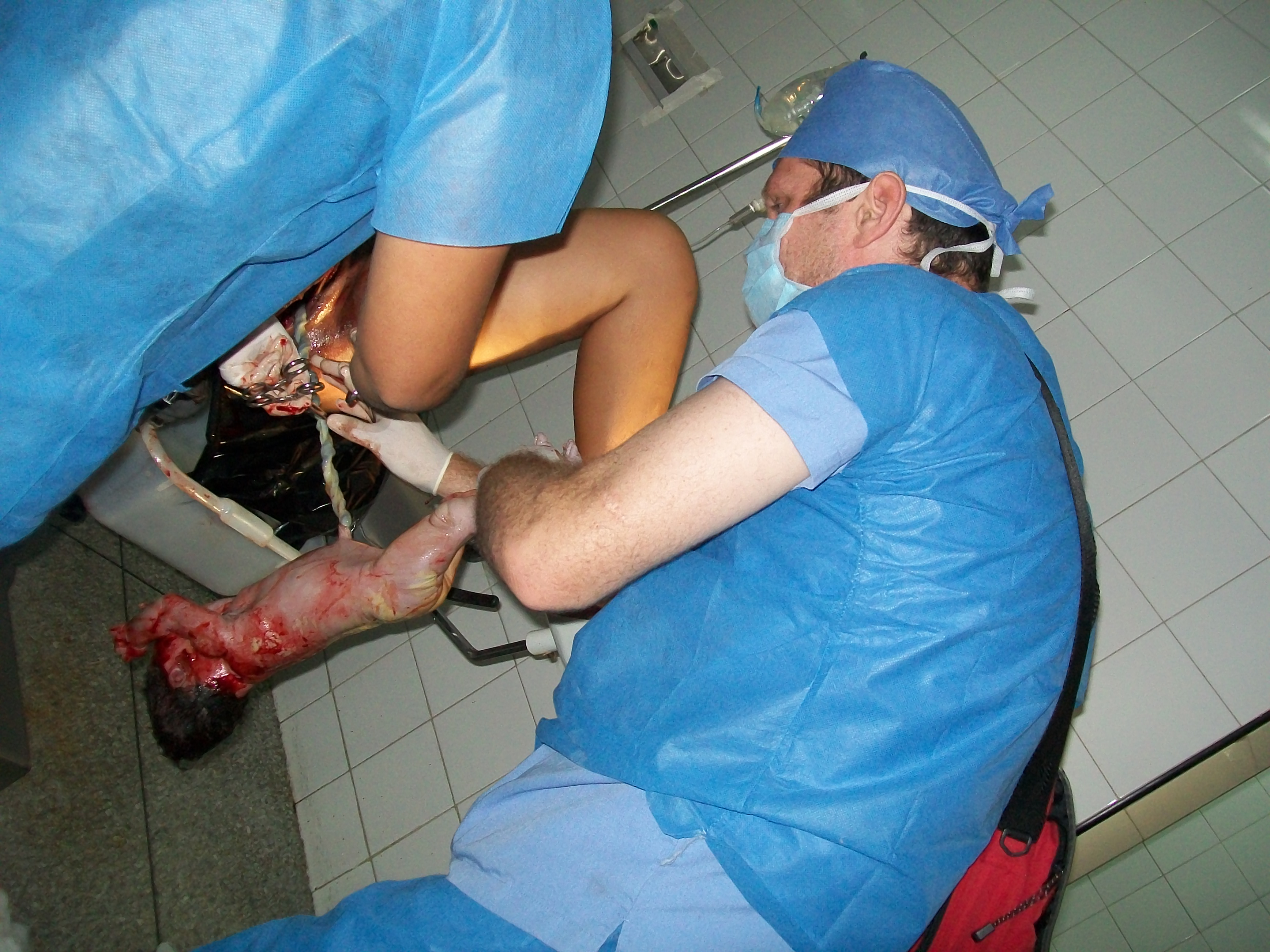
Nucená poloha na zádech při porodu s nohama na „porodnické koze“ a necitlivé zacházení s novorozencem je porodnické násilí.

Porodnické násilí označuje formu násilí páchaného na ženách během těhotenství, porodu a poporodní péče, obvykle ve zdravotnických zařízeních. Zahrnuje neetické, nerespektující nebo zbytečně invazivní postupy, které jsou prováděny bez informovaného souhlasu rodičky, nebo které ignorují její důstojnost, potřeby a právo na rozhodování o vlastním těle. Porodnické násilí může vyústit u žen v trauma z porodu. Může mít podobu fyzického, verbálního, psychického i strukturálního násilí. Jde například o manipulaci, zastrašování, ponižování či dehonestování. Tento termín se začal v odborné i veřejné debatě prosazovat zejména ve 21. století v souvislosti s rostoucím důrazem na lidská práva ve zdravotnictví a emancipaci rodiček. Podle studií Světové zdravotnické organizace se jedná o celosvětově rozšířený problém, který může mít vážné následky pro matku i dítě. Ženy, které zažily porodní násilí, mohou následně odmítat vyhledávat prenatální péči nebo další zdravotnické služby.

## Definice a podoby porodnického násilí
Světová zdravotnická organizace (WHO) upozorňuje, že porodnické násilí dosud nebylo vědecky jednoznačně definováno ani systematicky měřeno. Obecně se však za porodnické násilí považuje zanedbávající, fyzicky ubližující nebo nerespektující zacházení zdravotnického personálu vůči rodičkám. Takové jednání představuje porušení lidských práv žen. Porodnické násilí může nabývat různých forem a vyskytuje se v širokém spektru. Patří sem například narušování intimity, nedůstojné zacházení, diskriminace, zjevné fyzické a psychické násilí, poskytování péče bez informovaného souhlasu, opuštění rodičky během porodu nebo jejím zadržování ve zdravotnickém zařízení.

## Druhy porodnického násilí
Následující dělení pochází autorek Diany Bowser a Kathleen Hill z Harvardovy univerzity a autorek slovenské publikace Ženy – Matky – Telá.

### Fyzické násilí
Lze ho rozdělit do tří typů. První typ tvoří postupy, které jsou v rozporu s aktuálními vědeckými poznatky – tedy neodpovídají standardům odborné péče (tzv. non lege artis). Druhým typem jsou sice obecně uznávané medicínské postupy, které jsou však v konkrétní situaci aplikovány bez oprávněného důvodu, čímž ztrácejí svou odbornou oporu. Třetí skupinu tvoří fyzické násilí mimo rámec zdravotní péče samotné, například násilné držení rodičky, fackování, bránění v pohybu či jiné zásahy omezující její tělesnou autonomii. Samostatnou kategorií jsou pak úkony provedené bez informovaného souhlasu pacientky.
| „                        | Porodní asistentka mi skákala po břiše a tlačila loktem miminko ven. Synovi zlomila klíční kost a třetí den po porodu mu začala růst na zádech boule, kterou mu v pátém měsíci museli odoperovat. Jizvu dlouhou 15 cm má syn do konce života jako památku na porodnické násilí. | “ |
| — Petra G., Příbram 2014 | |   |

### Péče poskytovaná bez informovaného souhlasu
Jakýkoli zásah provedený bez dobrovolného a plně informovaného souhlasu rodičky patří do této skupiny, pokud nejde o situace, kdy souhlas nelze vyžadovat (například při ohrožení života či zdraví, kdy není rodička schopna rozhodovat). Dobrovolný a informovaný souhlas znamená, že žena má právo učinit rozhodnutí svobodně a na základě jasných a úplných informací poskytnutých zdravotnickým personálem.
| „                       | Během vyšetření mi paní doktorka udělala něco bolestivého. Šílené bolesti jsem musela prodýchávat ještě další den. Porod přišel teprve o dva dny později. Až z diskuze na internetu jsem se dozvěděla, že mi byl proveden Hamiltonův hmat. Doktorka mi neřekla ani slovo, a navíc jsem ještě měla dva týdny do termínu porodu. | “ |
| — Renata S., Kadaň 2016 | |   |

### Nerespektování soukromí a intimity
Požadavek na soukromí a zachování intimity je přirozeně spjatý s průběhem porodu. Jde o osobní a citlivý proces, během kterého dochází k automatickému uvolňování hormonů bez vědomé kontroly ženy. Problémy často vznikají například při přítomnosti příliš mnoha členů zdravotnického týmu, jejichž představení rodičce chybí, nebo v prostředí, které neposkytuje dostatečné soukromí, jako jsou otevřené prostory a podobně.
| „                         | Při šití natržení jsem ležela s roztaženýma nohama přesně naproti dveří. Bylo to tam jako průchoďák, někdo šel ven, pak pouklízet, pak zase zpět… Velmi bolestivé šití završila lékařka tím, že mám výstupek (špatně srostlý první nástřih) a že jej odstřihne. I přes mé opakované NE mi odstřihla kus tkáně se slovy „uděláme také něco pro taťku, ať to má tam dole hezký“ a šibalsky se usmála. | “ |
| — Ester H., Jablonec 2016 | |   |

### Nedůstojné zacházení a emocionální násilí
Nedůstojné zacházení a emocionální násilí patří mezi méně zjevné formy násilí, které je obtížné přesně popsat a prokázat bez audio či video záznamu. Obecně lze tuto kategorii charakterizovat jako jednání, které vyvolává pocit méněcennosti a podřízenosti, nebo zneužívá citlivá témata v nevhodných situacích. Patří sem také zesměšňování názorů, hodnot či i pouhých otázek rodiček. V náročnějších případech se týká žen, které nesplňují očekávané společenské normy, ale i žen z menšinových skupin či cizinek. Ponižování a emocionální násilí se nejčastěji projevuje v komunikaci. Vyšší riziko takového zacházení hrozí ženám, které chtějí péči aktivně diskutovat. Příkladem může být nevhodné srovnávání vzdělání lékaře a rodičky v kontextu, který s tím nemá nic společného, například v hodnotových otázkách. Emocionální násilí zahrnuje také výhružky používané k donucení rodičky k akceptaci rutinních zásahů, často formou zastrašování, například ohledně rodičovských práv.
| „                                 | Do porodnice jsem přijela úplně otevřená a miminko bylo již nedočkavé a chtělo na svět. Chtěla jsem rodit v poloze na čtyřech. „Pan doktor by tam neviděl, a nemáme na Vás celou noc.“ poučila mě sestřička. Nesměla jsem se ptát. Měla jsem pocit, že je obtěžuju a zesměšňovali mě. Nakonec jsem byla ponížena označením za problémovou rodičku, a to i v propouštěcí zprávě. | “ |
| — Mariana S., Havlíčkův Brod 2014 | |   |

## Obrana před porodnickým násilím
Obrana proti porodnickému násilí zahrnuje posilování práv rodiček a zajištění respektující péče během těhotenství a porodu. Podpora informovaného souhlasu a možnost sestavení porodního plánu přispívají k větší autonomii ženy a snižují riziko nežádoucích zásahů. Vzdělávání zdravotnického personálu v oblasti lidských práv a citlivé komunikace pomáhá předcházet ponižujícímu a nedůstojnému zacházení. Zapojení rodiček do rozhodovacích procesů o vlastní péči a dostupnost nezávislé podpory, například od porodních asistentek či ombudsmana, zvyšují ochranu před zneužitím. Institucionální opatření, včetně pravidelných auditů kvality péče a mechanismů hlášení nežádoucích zkušeností, jsou nezbytná pro systémové řešení problému.